# عائض بن مرعي
عائض بن مرعي اليزيدي من آل يزيد من بني مغيد من قبيلة عسير جنوب شبه الجزيرة العربية. يعد عائض مؤسس إمارة آل عائض وأول من تولى الإمارة منهم. يلتقي عائض بن مرعي مع سعيد بن مسلط وعلي بن مجثل في الجد الخامس إضافة إلى كونهما أبناء عمته عائشة بنت محمد وقد ولد يتيما في ذي القعدة عام 1213 هـ، وتربى يتيما في بيت ابن عمه محمد بن أحمد بن محمد اليزيدي الذي قتله جيش الإمام محمد بن سعود عام 1216 هـ وانتقل الأمير عائض إلى كفالة الأمير سعيد بن مسلط بن مسفر بن عبد الرحمن وهو أخ الأمير علي بن مجثل لأمه وابن عمه ويجتمعون مع عائض بن مرعي في جده الخامس وتولى الإمارة بالوصاية من علي بن مجثل المغيدي.

## سيرته
عاش ابن مرعي في منطقة عسير الواقعة في مخلاف جرش (الذي هو اليوم جزء من جنوب المملكة العربية السعودية). كان فارسًا شجاعًا، قاد ثورة ضد الأتراك العثمانيين لإخراجهم من بلاد عسير. اتصل بالأمير علي بن مجثل أمير بلاد عسير، فقربة منه لشجاعته ودهائه. ولما مرض ابن مجثل أوصى أن يخلفه ابن مرعي.

## الإمارة
تولى عائض الإمارة في شهر شوال سنة 1249 هـ الموافق 1834م، وذلك بعد وفاة علي بن مجثل أمير قبيلة عسير وبإشارة منه. كان أول ما واجه عائض هو انتفاضة أمير أبو عريش علي بن حيدر، فسار إليه على رأس جيش قوي، ولكنه فشل في دخول أبو عريش رغم وجود حامية عسيرية في إحدى القلاع، فرجع عائض وانسحبت الحامية العسيرية. هاجم شريف مكة محمد بن عبد الغني بن عون عام 1250 هـ بلاد عسير عن طريق بيشة، والتقى مع عائض في معركة كبيرة في وادي عتود من بلاد شهران، تمكن الشريف إثرها من دخول عسير، وعسكر جنوده في أبها، وعقد محمد علي باشا في العام نفسه اتفاقًا مع شريف أبو عريش وإمام اليمن على قتال عائض بن مرعي بعد أن خرج جنود الحجاز من عسير. استطاع الحلف أن يدخل عسير، غير أن الغارات المتكررة من رجال القبائل أجبرهم على إخلاء عسير، كما وقع في الوقت نفسه خلاف بين والي الحجاز أحمد باشا وشريف مكة محمد بن عبد المعين عون، فاستدعاهما محمد علي والي مصر وعزل الشريف وأعطى صلاحياته للوالي. بعد عام 1251 هـ خفت الحملات فعاد ابن مرعي للتوسع.
غزا ابن مرعي بيشة ودرب بني شعبة عام 1252 هـ، وأدخل بلاد غامد وزهران في طاعته عام 1253 هـ ثم استرجعها والي الحجاز، ورجع ابن مرعي لاستعادتها فهُزم هزيمة كبيرة. لما انسحبت جيوش محمد علي من الجزيرة عام 1255 هـ بعد هزيمته في الشام، غزا عائض بن مرعي تهامة اليمن بالاتفاق مع حسين بن علي بن حيدر، ثم غزيا مخا، وعاد شرافة مكة محمد بن عبد المعين بن عون فعقد هدنة بينه وبين أمير عسير. ضم أمير عسير بيشة عام 1260 ومعها بلاد شمران وبلاد بلقرن وبلاد غامد، ثم دخل الطائف عام 1262 هـ.
اختلف الأئمة في صنعاء فاستغل ابن مرعي الفرصة وضم إليه أكثر أجزاء اليمن عام 1264 هـ عندما استنجد به محمد بن يحيى ضد عمه المنصور، حيث سارت قوات عسير ودخلت صنعاء وأخرجت منها المنصور، وعينت محمد بن يحيى ليحكم البلاد باسم أمير عسير، لكنه لم يلبث أن غدر بعسير ولاحق قواتها، واصطدم بالشريف حسين بن علي بن حيدر  في تهامة وانتصر عليه، وأسره قرب زبيد، واستنقذت الشريف حسين بن علي بن حيدر فاستنجد الإمام بالعثمانيين فجاؤا إلى تهامة وانضم إليهم ودخلوا صنعاء بقيادة توفيق باشا، ثم قتلوا محمد بن يحي وأخرجوا الإمام منصور من صنعاء، وبقيت قوات عسير في تهامة اليمن في أجزائها الشمالية. ضم عائض بن مرعي عام 1266 هـ وادي الدواسر ثم أخرجه العثمانيون وتابعوا سيرهم نحو عسير إلا أنهم هُزموا أمام قبائل يام وقحطان. ضم ابن مرعي عام 1267 هـ بلاد غامد وزهران، وفي العام نفسه جاءت حملة مصرية أيام والي مصر عباس الأول حفيد محمد علي فهزمت وعادت في السنة التالية لكنها هزمت أيضًا. في عام 1272 هـ جاءت حملة عثمانية عن طريق القنفذة لكنها هزمت. توفي ابن مرعي عام 1273 هـ الموافق 1857م، وخلفه ابنه محمد بن عائض.

## أسرته
- مرعي بن محمد اليزيدي (أب).
- عائشة بنت عامر بن أحمد المتحمي (أم).
- يحيى بن مرعي (أخ).
- خالد بن مرعي (أخ).
- سرا بنت مشيط بن سالم ابنة أحد وجهاء شهران (زوجة).
- زهرا بنت مغثبر بن عرار الشعبي (زوجة).
- غامية بنت محمد بن أحمد المتحمي ابنة آخر أمراء المتاحمة (زوجة).
- علي بن عائض ولد عام 1245 هـ.
- محمد بن عائض ولد عام 1251 هـ.
  - سعد بن محمد بن عائض.
  - علي بن محمد بن عائض.
  - عبدالله بن محمد بن عائض.
  - عائض بن محمد بن عائض.
- سعيد بن عائض ولد عام 1256 هـ.
- عبد الرحمن بن عائض ولد عام 1265 هـ.
  - عائض بن عبدالرحمن بن عائض.
  - محمد بن عبدالرحمن بن عائض.
  - عبدالله بن عبدالرحمن بن عائض.
  - ناصر بن عبدالرحمن بن عائض.
  - سعيد بن عبدالرحمن بن عائض.
- عائشة بنت عائض تزوجها فائز بن غرم العسبلي.
- صالحة بنت عائض.
- حليمة بنت عائض تزوجها إبراهيم بن حسين بن مشيط.
- فاطمة بنت عائض.
- سعد بن عائض ولد عام 1253 هـ.
- ناصر بن عائض ولد عام 1258 هـ.
  - عائض بن ناصر بن عائض.
  - محمد بن ناصر بن عائض.
  - سعد بن ناصر بن عائض.
  - عبدالرحمن بن ناصر بن عائض.
- عبد الله بن عائض ولد عام 1258 هـ.
- يحيى بن عائض ولد عام 1263 هـ.
- أحمد بن عائض ولد عام 1268 هـ.